# Pagor Vairóčana
Pagor Vairóčana byl nejvýznamnější překladatel buddhistických textů ze sanskrtu do tibetštiny v 8. století, tedy v prvním období pořizování překladů buddhistických spisů. Později se také stál velkým mistrem dzogčhenu. Z prvního překladatelského období povstala tibetská buddhistická škola zvaná „Škola starých překladů“ (Ňingmapa). Vairóčana patřil mezi prvních sedm tibetských buddhistických mnichů. Byl poslán k mistru Šrí Simhovi, aby u něj studoval dzogčhen. Šrí Simha mu udělil úkol vyučovat dzogčhen v Tibetu, tak se spolu s Padmasabhavou a Vimalamitrou stal šiřitelem dzogčhenu v této zemi.
Po návratu do Tibetu se stal mimo jiné učitelem krále Thisong Decäna. Začaly se však šířit pomluvy o nepravosti Vairóčanova učení a jeho údajném poměru s královnou Magjalou. Král dal proto vypovědět Vairóčanu do východní provincie Kham. Vairóčana zde žil u místního vládce a získal další žáky. Král později pozval do Tibetu indického mistra Vimalamitru, který krále ujistil o pravdivosti a cennosti Vairóčanova učení. Král tedy pozval Vairóčanu z nuceného exilu zpět.
Nejvýznamnějšími Vairóčanovými žáky byli Jundaňingpo, Sangtön Ješe Lama, Pang Sangje Gönpo, Džňánakumára z Ňagu a vznešená Ješe Drönma. Jedním z obzvlášť známých žáků byl Pang Gen Mipham Gönpo, jehož žáci v následujících sedmi generacích realizovali tzv. duhové tělo. Tohoto nejvyššího cíle dzogčhenu dosáhl samozřejmě také i Vairóčana. Později byli Tsele Natsok Rangdröl, Orgjen Terdag Lingpa Gjurmej Dordže a Džamgon Kongtrul rozpoznání jako Vairóčanovy inkarnace.